# Oakland Museum of California

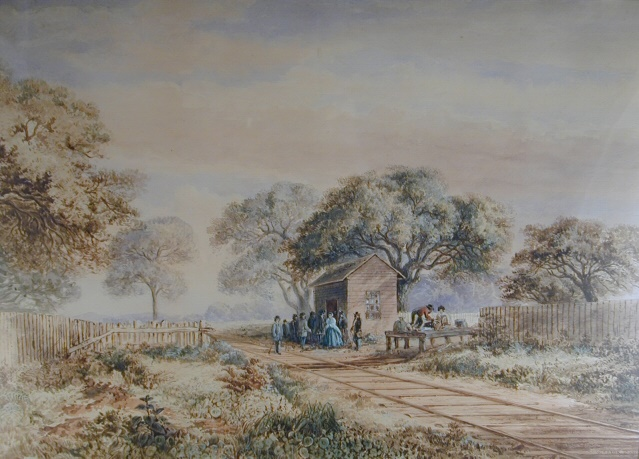
La città di Oakland agli albori (opera di William Keith del 1867

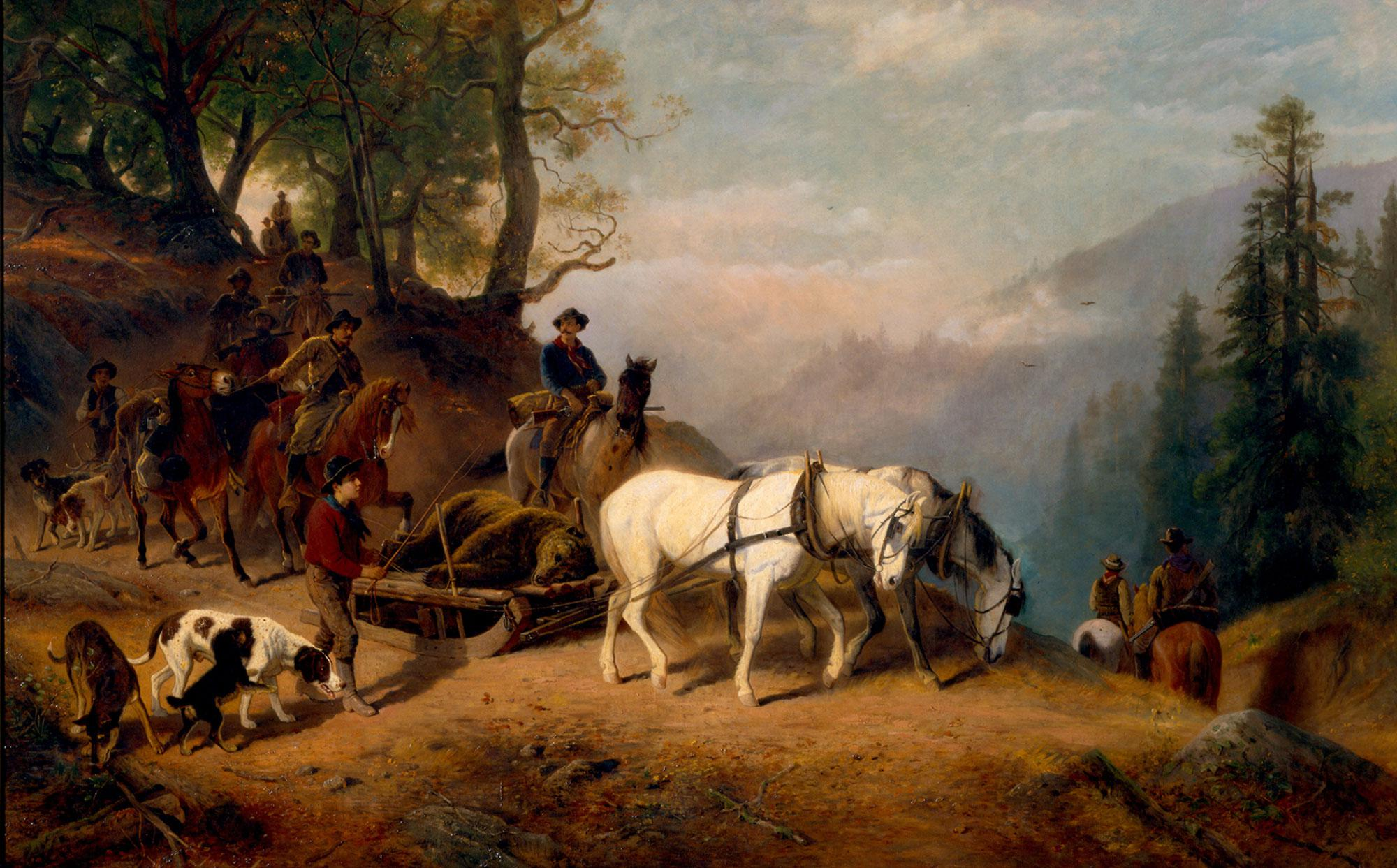
Return from the Bear Hunt, dipinto di William Hahn

L'Oakland Museum of California (abbreviato: OMCA.; un tempo: Oakland Museum) è un museo di Oakland (California, Stati Uniti), inaugurato nel 1969 e dedicato all'arte, alla storia, alla storia naturale e all'ecologia della California. L'edificio che ospita il museo fu progettato da Kevin Roche, John Dinkeloo e Dan Kiley. Si trova all'angolo tra la Oak Street e la 10th Street, a sud del Lago Merritt.
Unico museo del genere in tutta la California, è stato definito dalla critica newyorkese Ada Louise Huxtable "una delle strutture più rivoluzionarie del mondo".

## Descrizione
L'edificio che ospita il museo è costruito in calcestruzzo, vetro e legno. È disposto a gallerie orizzontali e a terrazze ed è fornito di giardini con alberi da frutta e ulivi in omaggio alle radici agricole della California.

### Percorso espositivo
Le sale principali del museo sono disposte su tre livelli.
Il museo ospita oltre 1,2 milioni di articoli, tra manufatti, resti animali, oggetti etnografici, fotografie, ecc.
Alcuni sono dedicati alla storia della California, dall'epoca precolombiana all'XI secolo. Vi si trovano esposizioni sulla tecnologia, l'agricoltura, ecc.; sono state inoltre aggiunte esposizioni su gruppi etnici, immigrazione, omosessualità, ecc.
Nella collezione di storia naturale trovano posto oltre 100.000 pezzi.

### Great Court
Questa corte all'esterno del museo viene utilizzata per ospitare festival e concerti.

### Great Hall
In questa sala del museo sono ospitate mostre particolari.

### Gallery of California Art
Tra gli oggetti preziosi di questa sala, figurano antichi quadri a olio di San Francisco e Yosemite.

### Cowell Hall of California Ecology
Questa sala del museo ospita una collezione di manufatti californiani.

### Delta Waters Diorama
Si tratta di un diorama di una palude del delta del Sacramento con pesci, uccelli ed insetti.

### Food Chane Diorama
Si tratta di un diorama dedicato alla catena alimentare animale.

### Dream on Wheels
Questa sezione del museo è dedicata alla California postbellica.
Vi trovano posto, tra l'altro, auto d'epoca, un juke-box, l'insegna di un drive-in, ecc.